# Aiolochroia crassa
Aiolochroia crassa är en svampdjursart som först beskrevs av Hyatt 1875.  Aiolochroia crassa ingår i släktet Aiolochroia och familjen Aplysinidae.
Artens utbredningsområde är Karibiska havet. Inga underarter finns listade i Catalogue of Life.